# Scipio Sighele

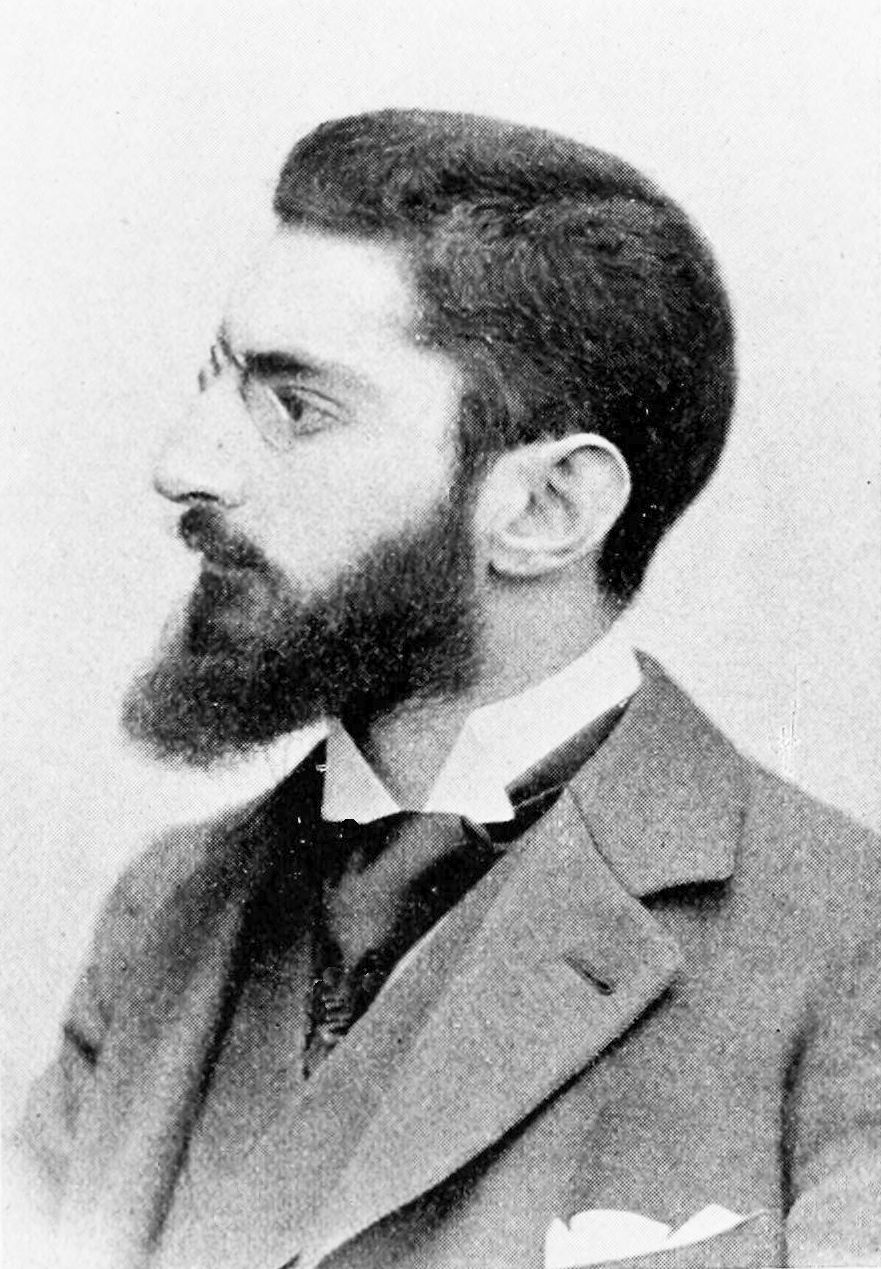
Scipio Sighele.

Scipio Sighele, född 24 juni 1868 i Brescia, död 21 oktober 1913 i Florens, var en italiensk kriminolog. Han var särskilt intresserad av massans psykologi.
Hans teorier utvecklades och populariserades av Gustave Le Bon i Massans psykologi.